# Vịnh Bengal
Vịnh Bengal (tiếng Bengal: বঙ্গোপসাগর, [bɔŋgopoʃagoɾ], tiếng Hindi: बंगाल की खाड़ी [bəŋgɑːl kɪː kʰɑːɽɪː]) là một trong những vịnh lớn nhất thế giới, nằm ở Nam Á, phía đông bắc Ấn Độ Dương. Vịnh Bengal có hình gần như tam giác, có ranh giới là Ấn Độ và Sri Lanka ở phía tây, Bangladesh và bang Tây Bengal của Ấn Độ ở phía bắc (từ đây mà có tên gọi vịnh Bengal), Myanmar cùng phần phía nam của Thái Lan và quần đảo Andaman và Nicobar ở phía đông. Ranh giới phía nam của nó được coi là đường tưởng tượng nối từ mũi Dondra ở điểm cực nam Sri Lanka với điểm cực bắc của đảo Sumatra. Với tổng diện tích 2,172 triệu km², độ sâu trung bình 2.586-2.600 m, nhiệt độ nước 25-27 °C. Sông Hằng và sông Brahmaputra là hai con sông lớn đổ vào phía bắc vịnh tạo thành những cửa sông rộng. Trong vịnh có quần đảo Andaman và Nicobar. Hải cảng quan trọng là Chennai của Ấn Độ và Chittagong của Bangladesh.
Sứ thần Việt Nam Phạm Phú Thứ vào thế kỷ 19 khi đi ngang qua vùng biển Ấn Độ ghi lại địa danh Vịnh Bengal là Vịnh Minh Ca Lê, Mênh Ca Lê cũng rút gọn lại thành Minh Hải, Mênh Hải.

## Sông

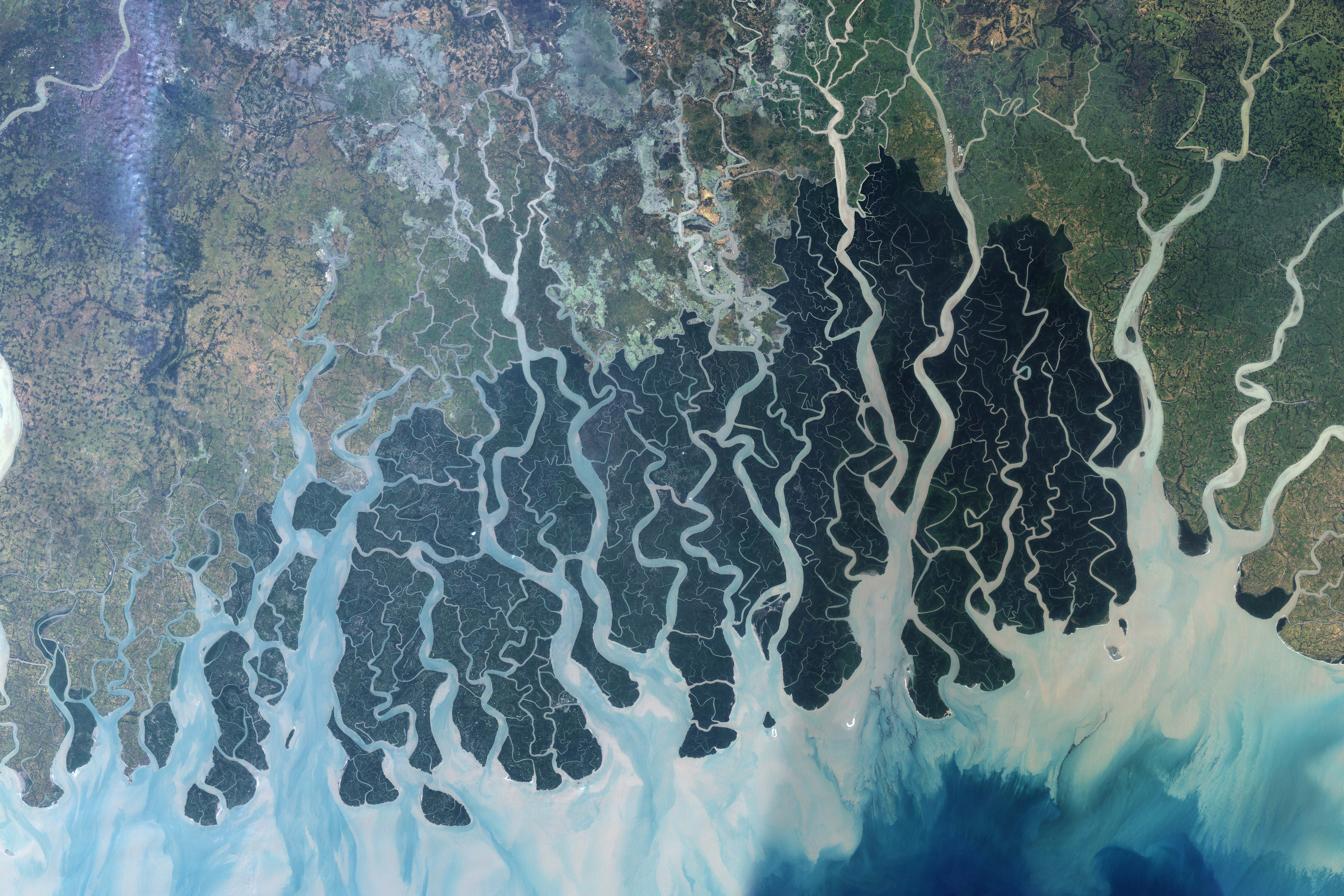
Sunderbans tại cửa sông Hằng trải rộng trên một khu vực từ Bangladesh tới Tây Bengal, Ấn Độ.

Nhiều con sông lớn của Ấn Độ chảy theo hướng tây-đông đổ vào vịnh Bengal: ở phía bắc là các sông như Hằng, Meghna và Brahmaputra, còn ở phía nam là sông Mahanadi qua vùng châu thổ sông Mahanadi, sông Godavari, sông Krishna, Irrawaddy và sông Kaveri (hay Cauvery). Sông ngắn nhất đổ vào vịnh Bengal là sông Cooum dài 64 km. Sông Brahmaputra là con sông dài thứ 28 trên thế giới (2.948 km hay 1.832 dặm Anh), chảy qua Ấn Độ, Trung Quốc, Nepal, Bangladesh và Bhutan. Các rừng đước Sundarbans được hình thành tại cửa sông Hằng, Brahmaputra và Meghna trên bờ biển của vịnh Bengal. Sông Ayeyarwady của Myanmar cũng chảy vào vịnh này.

## Hải cảng

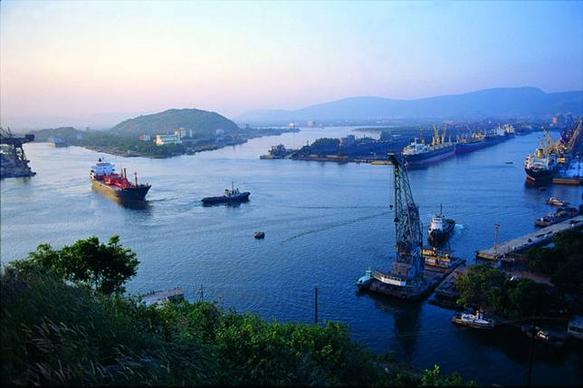
Cảng Vizag tại Ấn Độ là cảng bận rộn nhất trong khu vực vịnh Bengal khi xét theo lượng hàng hóa trung chuyển.

Các hải cảng chính của Bangladesh trên vịnh bao gồm Chittagong và Mongla. Các hải cảng chính của Ấn Độ trên vịnh này bao gồm Krishnapatnam, Chennai (tên gọi cũ Madras), Vishakhapatnam, Kolkata (tên gọi cũ Calcutta) và Pondicherry. Yangon, thành phố lớn nhất và cựu thủ đô của Myanmar cũng là một hải cảng quan trọng trong vịnh này.

## Đảo
Trên vịnh này có nhiều đảo, bao gồm các nhóm đảo Andaman, Nicobar và Mergui. Nhóm các đảo Cheduba cùng các đảo khác ở phía đông bắc, ngoài khơi Myanmar, là đáng chú ý vì một chuỗi các núi lửa bùn, đôi khi có các hoạt động phun trào diễn ra. Đại Andaman là quần đảo chính hay nhóm đảo của quần đảo Andaman, trong khi quần đảo Ritchie bao gồm các đảo nhỏ hơn. Chỉ 37 trên tổng số 572 đảo của quần đảo Andaman và Nicobar là có cư dân sinh sống, chiếm tỷ lệ 6,5%/

## Bãi biển

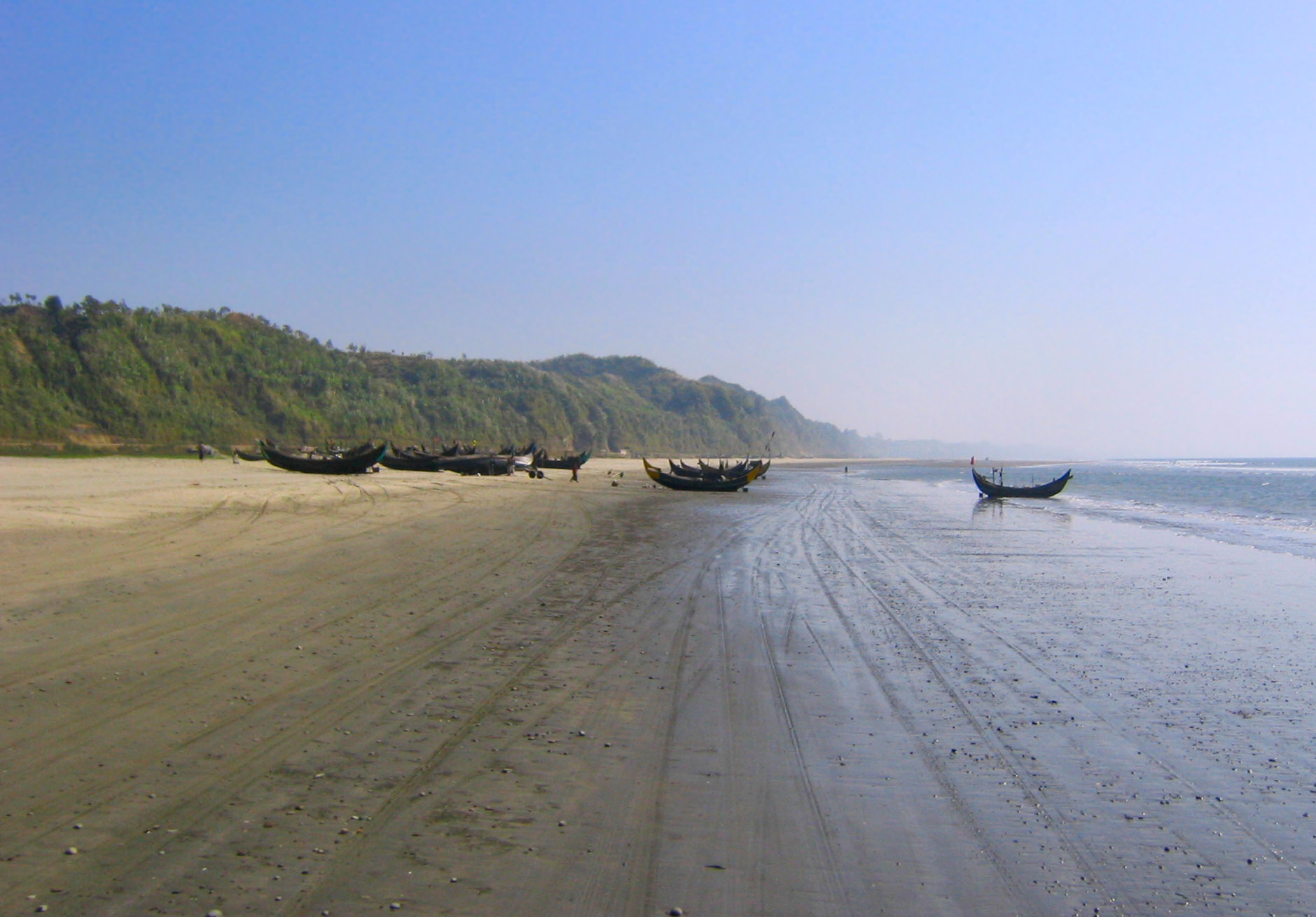
Cox's Bazar, một trong những bãi biển dài nhất thế giới

Cox's Bazar, vùng bờ biển phía đông bắc của vịnh, là một trong những bờ biển tự nhiên còn hoang sơ của thế giới. Các bãi biển khác dọc theo vịnh còn có Bakkhali, Digha, Chandipur, Puri, Waltair, bãi Marina tại Chennai và bãi Ngapali ở Myanmar.